# Vas István (költő)
Vas István (Budapest, 1910. szeptember 24. – Budapest, 1991. december 16.) kétszeres Kossuth-, háromszoros József Attila- és egyszeres Baumgarten-díjas magyar költő, író, műfordító. Harmadik felesége Szántó Piroska festő, grafikus író volt. A Digitális Irodalmi Akadémia posztumusz tagja (2015).

## Élete

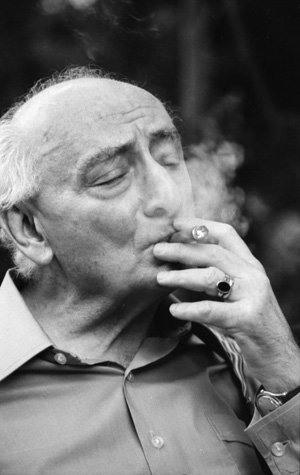
Szentendre, 1987. október 13.

Jómódú zsidó családból származott, apja üzletember, textilkereskedő volt, aki nem nézte jó szemmel fia irodalmi próbálkozásait. A Markó utcai Berzsenyi Gimnáziumban, 1928-ban érettségizett.
Még abban évben Kassák Lajos lapja, a Dokumentum munkatársa volt, majd 1928-ban beiratkozott a bécsi Kereskedelmi Intézetbe. Megismerkedett Nagy Etel (1907–1939) mozdulatművésszel, Kassák nevelt lányával, aki később az első felesége lett (1935–1939), és aki fiatalon elhunyt.
1933–1935 közt írt a Független Szemlébe. 1933-ban verseit kezdte közölni a Nyugat, később a Válasz is.
Radnóti Miklóssal 1935. szeptember 2-án szerepelt a Magyar Rádióban, aki verseit az ő társaságában olvasta fel.
1929–1939 között különböző budapesti cégeknél dolgozott, míg a numerus clausus miatt el nem bocsátották. Ez idő tájt halt meg nagybeteg, fiatal neje, akit még 1938. július 13-ai kikeresztelkedése után, a katolikus vallás rítusa szerint vett feleségül. 1944–1945-ben Ottlik Géza és Kutni Mária bújtatta. A második világháború idején többször behívták munkaszolgálatra; az elviselhetetlen fizikai munka és a megalázó bánásmód miatt több alkalommal is öngyilkosságot kísérelt meg.
1945-ben házasságot kötött Kutni Máriával (1919–1971), akitől 1951-ben elvált (az asszony ezután Réz Ádám felesége lett). 1946-ban a Révai Kiadó lektora lett. 1949–1953 között nem publikálhatott; ekkor műfordításaiból élt. 1951-ben feleségül vette Szántó Piroska festőművészt. Nyaralójuk, a legendás szentendrei kert utóbb az irodalmi élet fontos színtere lett. 1956–1971 között az Európa Könyvkiadó lektora volt.
Várkert rakpart 17. alatti budai otthonukban 1999–2012 között működött a Szántó Piroska–Vas István Emléklakás, emléket állítva a művészházaspárnak (a Szombathelyi Képtár filiáléjaként). 2015-től a Digitális Irodalmi Akadémia posztumusz tagja.

## Művei

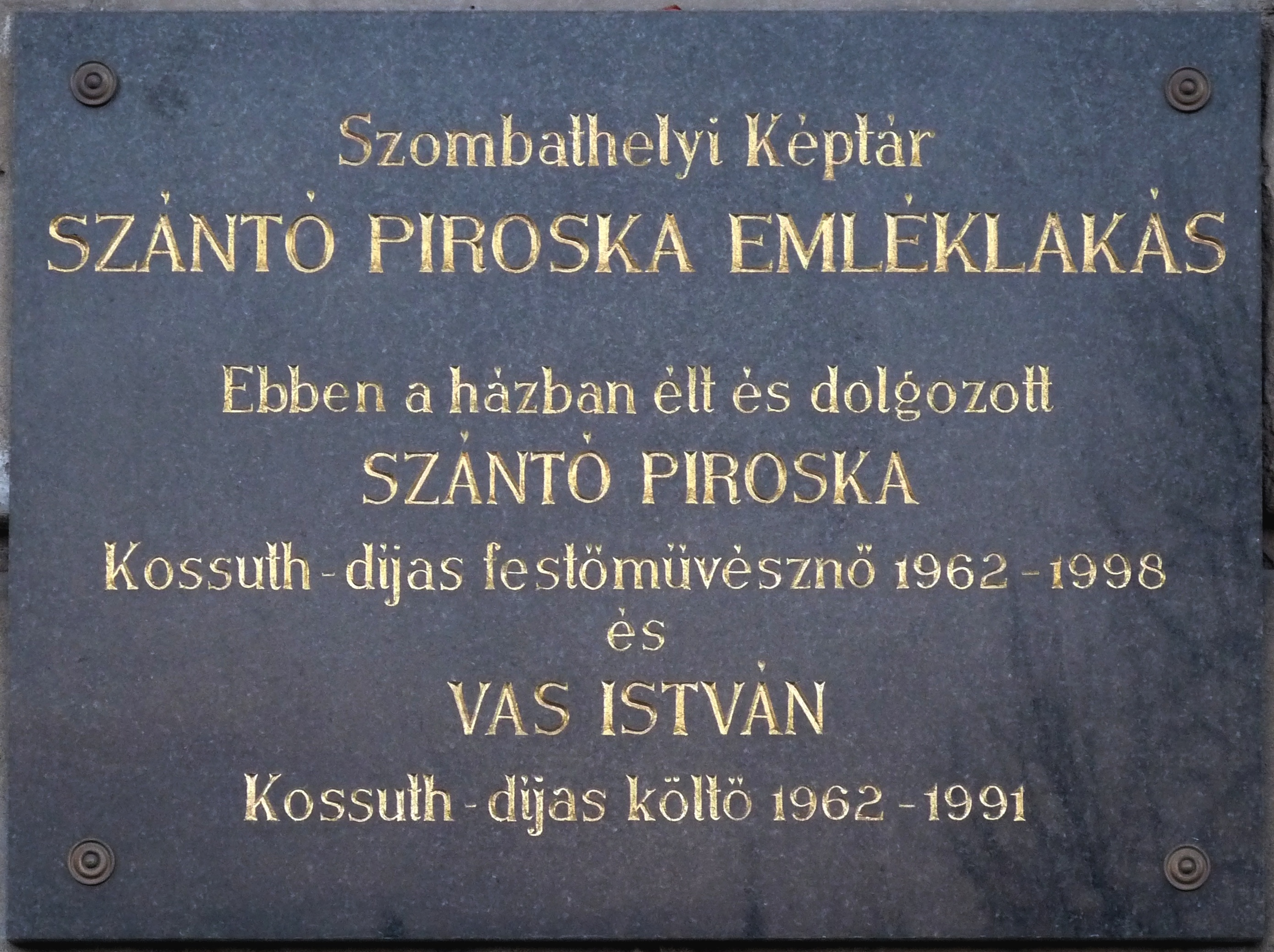
Emléktáblája:
Várkert rakpart 17.

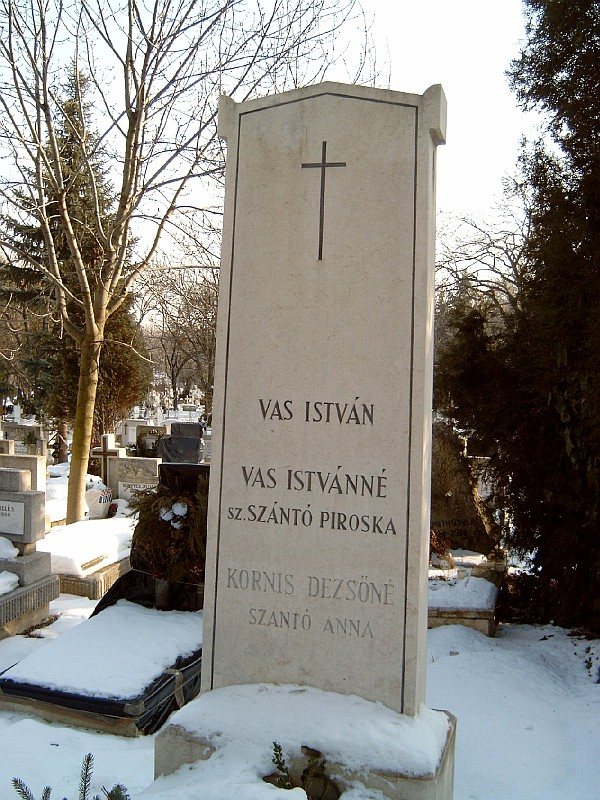
Vas István és Szántó Piroska sírja Budapesten. Farkasréti temető: 31-3-74. Fekete Tamás (szobrász) alkotása

- Őszi rombolás; Hungária Ny., Bp., 1932
- Levél a szabadságról. Versek; Nyugat, Bp., 1935
- Menekülő múzsa; Cserépfalvi, Bp., 1938
- Kettős örvény; Franklin Ny., Bp., 1947
- Római pillanat. Versek és versfordítások; Révai, Bp., 1948 (Révai könyvtár)
- Román költők antológiája; szerk. Köpeczi Béla, Vas István, előszó Mihályfi Ernő, utószó, jegyz. Köpeczi Béla; Szépirodalmi, Bp., 1951
- Hét tenger éneke. Válogatott műfordítások; Új Magyar Kiadó, Bp., 1955
- Vallomás. Szerelmes versek; vál., bev. Vas István, ford. Ady Endre et al.; Ifjúsági, Bp., 1955 (A világirodalom gyöngyszemei)
- Szerelem. Magyar költők szerelmes versei; vál., bev. Vas István; Szépirodalmi, Bp., 1956
- A teremtett világ. Válogatott versek 1930–1956; vál., bev. Juhász Ferenc, Magvető, Bp., 1956
- Énekek éneke. A világirodalom szerelmes verseiből; vál. Vas István, ford. Ady Endre et al.; Európa, Bp., 1957
- Elveszett otthonok. Elbeszélés egy szerelem környezetéről; Szépirodalmi, Bp., 1957
- Trisztán (dráma) (Illés Endrével)
- Évek és művek. Kritikák és tanulmányok. 1934–1956; Magvető, Bp., 1958
- Rapszódia egy őszi kertben. Versek és úti jegyzetek; Magvető, Bp., 1960
- Római rablás. Versek és rajzok; vers Vas István, rajz Szántó Piroska; Magvető, Bp., 1962
- Vas István összegyűjtött versei. 1930–1962; ill. Szántó Piroska; Szépirodalmi, Bp., 1963
- Nehéz szerelem. A líra regénye. A félbeszakadt nyomozás, 1-2.; Szépirodalmi, Bp., 1964–1967
- Földalatti Nap. Versek; Szépirodalmi, Bp., 1965
- Nem számít; Szépirodalmi, Bp., 1969
- Megközelítések; Szépirodalmi, Bp., 1969
- 1959 – Angliai utazás (útirajz versfordításokkal– Nagyvilág, szeptember)
- 1961 – Egy szerelem három éjszakája (musical) (Hubay Miklóssal és Ránki Györggyel)
- 1963 – Rendetlen bűnbánat (dráma) (Illés Endrével)
- Mit akar ez az egy ember? Összegyűjtött versek 1930–1969, 1-2.; Szépirodalmi, Bp., 1970
- A kimondhatatlan. Válogatott versek; Szépirodalmi, Bp., 1972
- Önarckép a hetvenes évekből; ill. Szántó Piroska; Szépirodalmi, Bp., 1974 (Mikrokozmosz füzetek)
- Az ismeretlen isten. Tanulmányok. 1934–1973; Szépirodalmi, Bp., 1974
- Itt voltam; Magvető–Szépirodalmi, Bp., 1976 (30 év)
- A tűzlopó. Versek. 1960–1976; Szépirodalmi, Bp., 1977 (Vas István összegyűjtött munkái)
- Ki mást se tud. Versek. 1930–1945; Szépirodalmi, Bp., 1977 (Vas István összegyűjtött munkái)
- Rapszódia a hűségről. Versek. 1945–1959; Szépirodalmi, Bp., 1977 (Vas István összegyűjtött munkái)
- Körül, belül. Tanulmányok; Szépirodalmi, Bp., 1978 (Vas István összegyűjtött munkái)
- Tengerek nélkül. Tanulmányok; Szépirodalmi, Bp., 1978 (Vas István összegyűjtött munkái)
- Vonzások és választások. Tanulmányok; Szépirodalmi, Bp., 1978 (Vas István összegyűjtött munkái)
- Folytatás; összeáll. Szántó Tibor; s. n., Bp., 1979
- József Attila "Költőnk és kora". A hasonmásban mellékelt kézirat szövege; bemutatja Tverdota György, Vas István; Magyar Helikon, Bp., 1980 (Kézirattár)
- Költözés; Békés megyei, Békéscsaba, 1980
- Mért vijjog a saskeselyű?, 1–2.; Szépirodalmi, Bp., 1981
- Nehéz szerelem; Szépirodalmi, Bp., 1983–1984
- Ráérünk; ill. Szántó Piroska; Szépirodalmi, Bp., 1983
- Szebeni András: Vallomás; vers Vas István; Szépirodalmi, Bp., 1984
- A Nyugat költői, 1–2.; vál., szerk., előszó Vas István; Móra, Bp., 1985 (Diákkönyvtár)
- Magyar költők. 20. század, 1–3.; vál., utószó Vas István, szöveggond., jegyz. Szalai Anna; Szépirodalmi, Bp., 1985 (Magyar remekírók)
- Válogatott versek; ill. Szántó Piroska; Szépirodalmi, Bp., 1985
- A názáreti Jézus története. Fra Angelico festményei; Károli Gáspár ford. alapján szöveg Vas István; Helikon, Bp., 1985
- Biblia. Válogatás a Vizsolyi Bibliából; ford. Károlyi Gáspár, vál., tan. Vas István, sajtó alá rend. Gerencsér Zsigmond, utószó Poór József, jegyz. Gerencsér Zsigmond, Király László; Európa, Bp., 1986 (A világirodalom klasszikusai)
- Rhapsodie in einem herbstlichen Garten. Gedichte; szerk., utószó Paul Kárpáti, ill. Szántó Piroska; Volk und Welt, Berlin, 1986
- Igen is, nem is; Szépirodalmi, Bp., 1987
- Through the smoke. Selected poems; vál. Vajda Miklós, bev. George Szirtes, angolra ford. Bruce Berlind et al.; Corvina, Bp., 1989
- Szentendrei elégia; Pest Megyei Múzeumok Igazgatósága–Pest Megyei Művelődési Központ és Könyvtár, Szentendre, 1990
- Válogatott versek; vál., előszó Réz Pál; Szépirodalmi, Bp., 1990
- Azután, 1–2.; Szépirodalmi, Bp., 1991
- 1992 – Feloldozás (regénytöredék, Holmi, április-május)
- Vas István válogatott versei; szerk., utószó Várady Szabolcs; Unikornis, Bp., 1999 (A magyar költészet kincsestára)
- Összegyűjtött versek, 1-3.; Holnap, Bp., 2000–2005
- Hubay Miklós–Ránki György–Vas István: Egy szerelem három éjszakája. Zenés tragédia. Rendezte: Makk Károly. A Budapesti Kamaraszínház Kht. és a Gyulai Várszínház közös produkciója a Tivoliban. Bemutató: 2007. október 30-án Ránki György zeneszerző születésének 100. évfordulóján; fotó Szebeni András, szöveg Karafiáth Orsolya; Budapesti Kamaraszínház, Bp., 2007

## Műfordításai
A Színházi adattárban regisztrált bemutatóinak száma: 235.
- François Villon: Nagy testamentum (1940)
- Guillaume Apollinaire: Válogatott versei (1940 – Radnóti Miklóssal)
- Corrado Alvaro: Az erős ember (1940)
- Angol barokk líra (1943)
- Francis Carco: Szerelmem, Párizs (1943)
- Margaret Mackay: Virágzik a lótusz (1943)
- John Steinbeck: Lement a hold (1945)
- Aldous Huxley: És megáll az idő (1946)
- William Somerset Maugham: Akkor és most (1947) – Életem (1948)
- Shakespeare: VI. Henrik 1. rész – III. Richárd – IV. Henrik 1–2. rész – Minden jó, ha vége jó – A velencei kalmár (1948) – Antonius és Kleopátra (1955) – V. Henrik (1981)
- Jean Racine: Berenice (1949)
- Johann Wolfgang von Goethe: Vonzások és választások (1949)
- Friedrich Schiller: Ármány és szerelem (1950) – Don Carlos (1955) – Tell Vilmos (1952)
- Molière: Tartuffe (1951) – A nők iskolája (1952)
- Bertolt Brecht: Koldusopera (bem. 1945, átdolg. 1961)
- Borisz Lavrenyov: Leszámolás (1953)
- Charles és Mary Lamb: Shakespeare-mesék (1955)
- Anatole France: Lúdláb királynő – Nyársforgató Jakab meséi (1953) – Emberi szomorújáték (1954)
- William Makepeace Thackeray: Hiúság vására (1950) – A nagy Hoggarty gyémánt – Henry Esmond története (1952) – A virginiai testvérek (1962)
- Theodor Fontane: Effi Briest (1954)
- Hét tenger éneke. Válogatott műfordítások; Új Magyar Kiadó, Bp., 1955
- Daniel Defoe: Moll Flanders (1956)
- Lion Feuchtwanger: Goya (1956)
- Eugene O’Neill: Boldogtalan hold – Egy igazi úr – Utazás az éjszakába (1960)
- John Webster: Amalfi hercegnő (1961)
- Ben Jonson: Volpone (1961)
- Maurice Maeterlinck: A kék madár (1961)
- Saint-John Perse: Bóják (1963)
- Tennessee Williams: Amíg összeszoknak (1964)
- Hét tenger éneke. Válogatott műfordítások; 4. bőv. kiad.; Szépirodalmi, Bp., 1972
- Peter Weiss: A vizsgálat (1966) – Hölderlin (1973)
- T. S. Eliot: Versek – Gyilkosság a székesegyházban – Koktél hatkor (1966)
- Christopher Fry: Vénusz átvonul (1966)
- Tom Stoppard: Rosencrantz és Guildenstern halott (1967)
- Kavafisz: A barbárokra várva (1968 – Somlyó Györggyel)
- Nelly Sachs: Izzó rejtvények (1968 – Görgey Gáborral)
- Thomas Mann: Fiorenza (1968)
- Robert Bolt: Kinek se nap, se szél (1969)
- Barry England: Neveletlenek (1972)
- G. B. Shaw: Brassbound kapitány megtérése (bem. 1973)
- II. Rákóczi Ferenc: Emlékiratok (1948, átdolg. 1978)
- John Ford: Kár, hogy kurva (1984)

## Díjai, elismerései
- Baumgarten-díj (1948)
- József Attila-díj (1951, 1956, 1961)
- Szocialista Kultúráért (1960)[11]
- Kossuth-díj (1962, 1985)
- Munka Érdemrend arany fokozata (1970)[12]
- A Magyar Népköztársaság babérkoszorúval ékesített Zászlórendje (1980)[13]